# Projekt inzjenera Prajta
Projekt inzjenera Prajta (ryska: Проект инженера Прайта, fritt översatt "Ingenjör Prites projekt") är en sovjetisk stumfilm från 1918, regisserad av Lev Kulesjov. Manus skrevs av hans bror, ingenjören Boris Kulesjov, som även spelar filmens huvudroll. Filmen är delvis bevarad, med rekonstruerade textkort.

## Filmens handling
Ingenjör Prajt skapar ett banbrytande projekt  baserat på torvutvinning för att generera elektricitet. Direktören för ett rivaliserande oljebolag får reda på detta och organiserar en kidnappning av Prajt för att sabotera projektet. De två första delarna av filmen har bevarats, som visar hur Prajts fiender lär sig om uppfinningen, förbereder och sedan påbörjar en operation för att stjäla projektet.

## Rollista
- Boris Kulesjov – Mak Prajt (Mac Prite)
- Leonid Polevoy – Gem Torrinuol
- N. Gardi – Orvill (Orville) Ross, direktör för "Nordisk Naphta Trust"
- E. Komarova – Betsi (Betsy) Ross, dottern
- Eduard Kulganek – Rill, tekniker
- Lev Kulesjov [5]